# 王鼎昌
王鼎昌，GCMG（1936年1月22日—2002年2月8日），是新加坡第五任总统。

## 生平
1936年1月22日出生于新加坡，1955年毕业于华侨中学之后曾留學于南澳州的阿德萊德大學。1961年考获阿德萊德大学建筑绘测学士学位，接著獲得利物浦大学城市设计碩士學位。1972年，当选国会议员。1975年，王鼎昌出任交通部高级政务部长，兼代文化部长。1980年，文化部廣播署改組為新加坡廣播局，他亦相應兼任新廣首任主席。1981年，王鼎昌由人民行动党第二副主席升任党主席。他又出任交通部长兼劳工部长，后升任新加坡第二副总理。1993年8月28日，新加坡举行第一次总统直接選舉，王鼎昌获胜，于9月1日正式宣誓就任新加坡总统。
1963年4月13日與林秀梅（1936－1999）結束十年愛情長跑，在澳洲結婚，1966年在英國生下長子王子元，兩年後在新加坡生下次子王子文。妻子林秀梅於1999年7月30日因患上結腸癌而逝世，享年63歲。王鼎昌在当选总统前发现患上轻度恶性淋巴肿瘤，之后经常要到美国接受治疗。2002年2月8日在寓所内病逝，享年67岁。
2017年6月28日，哈萨克斯坦登山总会批准以王鼎昌的名字命名天山山脉其中一座海拔4,743公尺的山峰，为全球首个以新加坡人命名的山峰。